# أل شوارتز (مخرج)
أل شوارتز (بالإنجليزية: Al Schwartz)‏ هو مخرج أمريكي، ولد في 3 يناير 1932 في شيكاغو في الولايات المتحدة.

## وصلات خارجية
- أل شوارتز على موقع IMDb (الإنجليزية)
- أل شوارتز على موقع قاعدة بيانات الفيلم (الإنجليزية)